# Pallavolo Sirio Perugia 2008-2009
Questa voce raccoglie le informazioni riguardanti la Pallavolo Sirio Perugia nelle competizioni ufficiali della stagione 2008-2009.

## Stagione
La stagione 2008-09 è per la Pallavolo Sirio Perugia, sponsorizzata dalla Despar, è la diciannovesima, la tredicesima consecutiva, in Serie A1; in panchina viene chiamato Mauro Chiappafreddo, sostituito poco dopo l'inizio della stagione da Giovanni Caprara, il quale abbandona l'incarico quasi al termine del campionato, sostituito da Emanuele Sbano. Rispetto all'annata precedente la rosa è in buona parte modificata: alle partenza di pedine importanti come Antonella Del Core, Mirka Francia, Simona Gioli, Hanka Pachale e Neli Marinova, si registrano gli arrivi di Giulia Pincerato, Kim Willoughby, Jevhenija Duškevyč, Yang Hao, Elisa Togut, Kim Staelens e Veronica Angeloni; tra le conferme Chiara Arcangeli e Lucia Crisanti.
Il campionato inizia con quattro sconfitte consecutive, mentre la prima vittoria arriva alla quinta giornata contro Pallavolo Villanterio, seguita poi da altre due successi: dopo due stop di fila la squadra umbra vince le tre sfida successive, per poi perdere l'ultima gara del girone di andata contro la Robursport Volley Pesaro, classificandosi al nono posto, risultato non utile per essere ripescata in Coppa Italia. Il girone di ritorno regala invece qualche soddisfazione in più: nelle prime sei giorni infatti, la Pallavolo Sirio Perugia, vince cinque partite, prima di quattro sconfitte consecutive; il termine della regular season è segnato da due vittorie e una sconfitta, facendo classificare la squadra al sesto posto. Nei quarti di finale dei play-off scudetto la sfida è contro il Volley Bergamo: il team di Perugia dopo aver vinto gara 1, perde le due successive, venendo così estromessa dalla corsa al titolo di campione d'Italia.
Tutte le squadre partecipanti alla Serie A1 2008-09 sono qualificate alla Coppa Italia: l'avventura nella competizione per la squadra di Perugia termina già nella prima fase, eliminata dalla Pallavolo Villanterio, dopo aver perso la gara di andata e vinto quella di ritorno, ottenendo però un peggiore quoziente set; li scorso posizionamento al termine del girone di andata della Serie A1 non consente neanche il ripescaggio.
Grazie al terzo posto in regular season e la sconfitta in finale scudetto nella Serie A1 2007-08, la Pallavolo Sirio Perugia partecipa alla Champions League: la fase a girone la vede vincere il proprio raggruppamento nonostante due sconfitte; ottenuto il diritto ospitare la fase finale, si qualifica direttamente per la Final Four. In semifinale viene sconfitta per 3-1 dal Volley Bergamo, mentre vince la finale per il terzo posto contro l'Eczacıbaşı Spor Kulübü.

## Organigramma societario
Area direttiva
- Presidente: Alfonso Orabona

Area tecnica
- Allenatore: Mauro Chiappafreddo (fino al 20 novembre 2008), Giovanni Caprara (dal 21 novembre 2008 al 13 aprile 2009), Emanuele Sbano (dal 14 aprile 2009)
- Allenatore in seconda: Mauro Chiappafreddo (dal 21 novembre 2008 al 13 aprile 2009), Francesco Fogu (dal 14 aprile 2009)
- Scout man: Guido Marangi

Area sanitaria
- Medico: Giuliano Cerulli
- Preparatore atletico: Ezio Bramard
- Fisioterapista: Mauro Proietti

## Rosa
| N° | Nome               | Ruolo | Data di nascita  | Nazionalità sportiva |
| -- | ------------------ | ----- | ---------------- | -------------------- |
| 1  | Kim Staelens       | P     | 7 gennaio 1982   | Paesi Bassi          |
| 3  | Elisa Togut        | S/O   | 14 maggio 1978   | Italia               |
| 4  | Lucia Crisanti     | C     | 16 marzo 1986    | Italia               |
| 5  | Luisa Casillo      | C     | 8 luglio 1988    | Italia               |
| 7  | Jevhenija Duškevyč | C     | 4 maggio 1978    | Ucraina              |
| 8  | Giulia Decordi     | S     | 5 novembre 1986  | Italia               |
| 9  | Chiara Arcangeli   | L     | 14 febbraio 1983 | Italia               |
| 10 | Giulia Pincerato   | P     | 16 marzo 1987    | Italia               |
| 11 | Yang Hao           | S     | 21 marzo 1980    | Cina                 |
| 12 | Veronica Angeloni  | S     | 6 luglio 1986    | Italia               |
| 13 | Kim Willoughby     | S     | 7 novembre 1980  | Stati Uniti          |
| 15 | Janneke van Tienen | L     | 29 maggio 1979   | Paesi Bassi          |
| 17 | Marta Medaglioni   | L     | 3 novembre 1986  | Italia               |

## Mercato
| Acquisti | Acquisti           | Acquisti           | Acquisti   |
| R.       | Nome               | da                 | Modalità   |
| -------- | ------------------ | ------------------ | ---------- |
| S        | Veronica Angeloni  | Forlì              | definitivo |
| C        | Luisa Casillo      | Santulli Aversa    | definitivo |
| C        | Jevhenija Duškevyč | Santeramo          | definitivo |
| P        | Giulia Pincerato   | Sassuolo           | definitivo |
| P        | Kim Staelens       | Martinus           | definitivo |
| S/O      | Elisa Togut        | Giannino Pieralisi | definitivo |
| L        | Janneke van Tienen | Martinus           | definitivo |
| S        | Kim Willoughby     | Chieri             | definitivo |
| S        | Yang Hao           | Liaoning           | definitivo |

| Cessioni | Cessioni            | Cessioni            | Cessioni   |
| R.       | Nome                | a                   | Modalità   |
| -------- | ------------------- | ------------------- | ---------- |
| S        | Tatiana Artmenko    | Robur Tiboni Urbino | definitivo |
| S        | Antonella Del Core  | Bergamo             | definitivo |
| S        | Mirka Francia       | Eczacıbaşı          | definitivo |
| C        | Simona Gioli        | Dinamo Mosca        | definitivo |
| P        | Ana Grbac           | Rijeka              | definitivo |
| P        | Neli Marinova       | -                   | ritirata   |
| C        | Elisa Mezzasoma     | San Mariano         | definitivo |
| S        | Hanka Pachale       | Villanterio         | definitivo |
| C        | Marija Pavlović     | Villanterio         | definitivo |
| L        | Beatrice Sacco      | Brunelli            | definitivo |
| C        | Francesca Valentini | ?                   | definitivo |

## Risultati

### Serie A1

#### Girone di andata
| 1ª giornata - 12 ottobre 2008 PalaCooper, Santeramo in Colle      | Santeramo         | 3 - 2 | Sirio Perugia      | 25-20, 16-25, 27-25, 25-27, 15-10 |
| 2ª giornata - 19 ottobre 2008 PalaEvangelisti, Perugia            | Sirio Perugia     | 1 - 3 | Sassuolo           | 23-25, 25-19, 18-25, 15-25        |
| 3ª giornata - 25 ottobre 2008 Zoppas Arena, Conegliano            | Spes Conegliano   | 3 - 1 | Sirio Perugia      | 21-25, 25-17, 25-21, 25-22        |
| 4ª giornata - 2 novembre 2008 PalaEvangelisti, Perugia            | Sirio Perugia     | 1 - 3 | Giannino Pieralisi | 25-23, 16-25, 12-25, 13-25        |
| 5ª giornata - 8 novembre 2008 PalaRavizza, Pavia                  | Pavia             | 0 - 3 | Sirio Perugia      | 21-25, 22-25, 20-25               |
| 6ª giornata - 15 novembre 2008 PalaEvangelisti, Perugia           | Sirio Perugia     | 3 - 0 | Vicenza            | 25-23, 25-20, 25-14               |
| 7ª giornata - 23 novembre 2008 PalaEvangelisti, Perugia           | Sirio Perugia     | 3 - 0 | Chieri             | 27-25, 25-15, 25-16               |
| 8ª giornata - 30 novembre 2008 Sporting Palace, Novara            | Asystel           | 3 - 2 | Sirio Perugia      | 21-25, 25-20, 25-15, 13-25, 15-7  |
| 9ª giornata - 4 dicembre 2008 PalaEvangelisti, Perugia            | Sirio Perugia     | 0 - 3 | Bergamo            | 23-25, 24-26, 26-28               |
| 10ª giornata - 14 dicembre 2008 PalaYamamay, Busto Arsizio        | Busto Arsizio     | 2 - 3 | Sirio Perugia      | 27-29, 26-24, 26-24, 15-25, 9-15  |
| 11ª giornata - 21 dicembre 2008 PalaGrotte, Castellana Grotte     | Castellana Grotte | 1 - 3 | Sirio Perugia      | 20-25, 25-22, 16-25, 18-25        |
| 12ª giornata - 26 dicembre 2008 PalaEvangelisti, Perugia          | Sirio Perugia     | 3 - 1 | Cesena             | 25-14, 25-17, 30-32, 25-11        |
| 13ª giornata - 6 gennaio 2009 PalaDionigi, Sant'Angelo in Lizzola | Robursport Pesaro | 3 - 0 | Sirio Perugia      | 25-21, 25-21, 25-21               |

#### Girone di ritorno
| 14ª giornata - 10 gennaio 2009 PalaEvangelisti, Perugia             | Sirio Perugia      | 3 - 0 | Santeramo         | 25-22, 25-11, 25-17               |
| 15ª giornata - 17 gennaio 2009 PalaPaganelli, Sassuolo              | Sassuolo           | 1 - 3 | Sirio Perugia     | 21-25, 25-18, 22-25, 19-25        |
| 16ª giornata - 25 gennaio 2009 PalaEvangelisti, Perugia             | Sirio Perugia      | 3 - 1 | Spes Conegliano}  | 25-20, 25-15, 22-25, 25-20        |
| 17ª giornata - 2 febbraio 2009 PalaTriccoli, Jesi                   | Giannino Pieralisi | 3 - 2 | Sirio Perugia     | 5-19, 25-20, 17-25, 19-25, 15-13  |
| 18ª giornata - 15 febbraio 2009 PalaEvangelisti, Perugia            | Sirio Perugia      | 3 - 1 | Pavia             | 25-21, 25-21, 10-25, 25-21        |
| 19ª giornata - 22 febbraio 2009 Palasport Città di Vicenza, Vicenza | Vicenza            | 0 - 3 | Sirio Perugia     | 17-25, 18-25, 21-25               |
| 20ª giornata - 1º marzo 2009 PalaMaddalene, Chieri                  | Chieri             | 3 - 2 | Sirio Perugia     | 27-25, 25-22, 23-25, 22-25, 15-8  |
| 21ª giornata - 8 marzo 2009 PalaEvangelisti, Perugia                | Sirio Perugia      | 1 - 3 | Asystel           | 23-25, 25-22, 22-25, 19-25        |
| 22ª giornata - 15 marzo 2009 PalaNorda, Bergamo                     | Bergamo            | 3 - 0 | Sirio Perugia     | 25-21, 28-26, 25-23               |
| 23ª giornata - 22 marzo 2009 PalaEvangelisti, Perugia               | Sirio Perugia      | 0 - 3 | Busto Arsizio     | 24-26, 22-25, 20-25               |
| 24ª giornata - 16 marzo 2009 PalaEvangelisti, Perugia               | Sirio Perugia      | 3 - 2 | Castellana Grotte | 25-18, 18-25, 25-13, 22-25, 15-10 |
| 25ª giornata - 5 aprile 2009 Carisport, Cesena                      | Cesena             | 0 - 3 | Sirio Perugia     | 21-25, 16-25, 16-25               |
| 26ª giornata - 11 aprile 2009 PalaEvangelisti, Perugia              | Sirio Perugia      | 0 - 3 | Robursport Pesaro | 19-25, 14-25, 15-25               |

#### Play-off scudetto
| Quarti di finale (gara 1) - 15 aprile 2009 PalaEvangelisti, Perugia | Sirio Perugia | 3 - 1 | Bergamo       | 20-25, 25-20, 25-19, 25-23 |
| Quarti di finale (gara 2) - 17 aprile 2009 PalaNorda, Bergamo       | Bergamo       | 3 - 1 | Sirio Perugia | 25-20, 21-25, 25-19, 25-17 |
| Quarti di finale (gara 3) - 19 aprile 2009 PalaNorda, Bergamo       | Bergamo       | 3 - 0 | Sirio Perugia | 25-20, 25-16, 25-19        |

### Coppa Italia

#### Fase a eliminazione diretta
| Prima fase (andata) - 22 ottobre 2008 PalaRavizza, Pavia        | Pavia         | 3 - 0 | Sirio Perugia | 25-16, 25-23, 25-14        |
| Prima fase (ritorno) - 29 ottobre 2008 PalaEvangelisti, Perugia | Sirio Perugia | 3 - 1 | Pavia         | 25-20, 25-21, 19-25, 25-18 |

### Champions League

#### Fase a gironi
| 1ª giornata - 5 novembre 2008 PalaEvangelisti, Perugia            | Sirio Perugia    | 3 - 2 | PTPS             | 23-25, 21-25, 25-22, 25-10, 17-15 |
| 2ª giornata - 13 novembre 2008 Emergohal, Amstelveen              | Martinus         | 3 - 2 | Sirio Perugia    | 11-25, 25-23, 25-23, 14-25, 15-11 |
| 3ª giornata - 10 dicembre 2008 Volleyball Sport Complex, Odincovo | Zareč'e Odincovo | 2 - 3 | Sirio Perugia    | 25-15, 20-25, 17-25, 28-26, 13-15 |
| 4ª giornata - 17 dicembre 2008 PalaEvangelisti, Perugia           | Sirio Perugia    | 3 - 0 | Zareč'e Odincovo | 25-18, 25-22, 25-17               |
| 5ª giornata - 14 gennaio 2009 PalaEvangelisti, Perugia            | Sirio Perugia    | 3 - 0 | Martinus         | 25-17, 25-17, 25-21               |
| 6ª giornata - 20 gennaio 2009 MOSiR, Piła                         | PTPS             | 3 - 2 | Sirio Perugia    | 25-19, 21-25, 20-25, 25-22, 15-11 |

#### Fase ad eliminazione diretta
| Semifinali - 28 marzo 2009 PalaEvangelisti, Perugia | Sirio Perugia | 1 - 3 | Bergamo       | 15-25, 25-23, 17-25, 24-26 |
| Finale - 29 marzo 2009 PalaEvangelisti, Perugia     | Eczacıbaşı    | 1 - 3 | Sirio Perugia | 22-25, 25-18, 22-25, 14-25 |

## Statistiche

### Statistiche di squadra
| Competizione     | Punti | In casa | In casa | In casa | In trasferta | In trasferta | In trasferta | Totale | Totale | Totale |
| Competizione     | Punti | G       | V       | P       | G            | V            | P            | G      | V      | P      |
| ---------------- | ----- | ------- | ------- | ------- | ------------ | ------------ | ------------ | ------ | ------ | ------ |
| Serie A1         | 41    | 14      | 8       | 6       | 15           | 6            | 9            | 29     | 14     | 15     |
| Coppa Italia     | -     | 1       | 1       | 0       | 1            | 0            | 1            | 2      | 1      | 1      |
| Champions League | 10    | 3       | 3       | 0       | 3            | 1            | 2            | 8      | 5      | 3      |
| Totale           | -     | 18      | 12      | 6       | 19           | 7            | 12           | 39     | 20     | 19     |

G = partite giocate; V = partite vinte; P = partite perse

### Statistiche dei giocatori
| V. Angeloni   | 26 | 224 | 193 | 22 | 10 | 2 | 15 | 12 | 2  | 1 | Statistiche assenti | Statistiche assenti |
| C. Arcangeli  | 29 | 1   | 1   | -  | -  | 2 | -  | -  | -  | - | Statistiche assenti | Statistiche assenti |
| L. Casillo    | 6  | 1   | 1   | 0  | 0  | 0 | 0  | 0  | 0  | 0 | Statistiche assenti | Statistiche assenti |
| L. Crisanti   | 29 | 257 | 157 | 77 | 24 | 2 | 21 | 14 | 7  | 0 | Statistiche assenti | Statistiche assenti |
| G. Decordi    | 18 | 58  | 52  | 4  | 2  | 1 | 1  | 1  | 0  | 0 | Statistiche assenti | Statistiche assenti |
| J. Duškevyč   | 29 | 315 | 213 | 85 | 17 | 2 | 28 | 16 | 12 | 0 | Statistiche assenti | Statistiche assenti |
| M. Medaglioni | 1  | -   | -   | -  | -  | 0 | -  | -  | -  | - | Statistiche assenti | Statistiche assenti |
| G. Pincerato  | 29 | 58  | 19  | 28 | 12 | 2 | 0  | 0  | 0  | 0 | Statistiche assenti | Statistiche assenti |
| K. Staelens   | 25 | 31  | 14  | 13 | 4  | 2 | 3  | 1  | 1  | 1 | Statistiche assenti | Statistiche assenti |
| E. Togut      | 29 | 458 | 406 | 31 | 21 | 2 | 16 | 13 | 1  | 2 | Statistiche assenti | Statistiche assenti |
| J. van Tienen | 25 | -   | -   | -  | -  | 2 | -  | -  | -  | - | Statistiche assenti | Statistiche assenti |
| K. Willoughby | 25 | 282 | 235 | 31 | 16 | 2 | 28 | 28 | 0  | 0 | Statistiche assenti | Statistiche assenti |
| H. Yang       | 25 | 227 | 199 | 20 | 8  | - | -  | -  | -  | - | Statistiche assenti | Statistiche assenti |

P = presenze; PT = punti totali; AV = attacchi vincenti; MV = muri vincenti; BV = battute vincenti